# Ekpontocypris
Ekpontocypris is een geslacht van kreeftachtigen uit de klasse van de Ostracoda (mosselkreeftjes).

## Soorten
- Ekpontocypris epicyrta (Maddocks, 1969) Maddocks, 1991
- Ekpontocypris iquiquensis (Hartmann, 1962) Maddocks, 1991
- Ekpontocypris japonica (Okubo, 1979) Maddocks, 1991
- Ekpontocypris litoricola (Maddocks, 1969) Maddocks, 1991
- Ekpontocypris mcmurdoensis (Maddocks, 1969)
- Ekpontocypris meghalayaensis Bhandari, 1992 †
- Ekpontocypris pirifera (Mueller, 1894) Maddocks, 1991
- Ekpontocypris tumida (Scott, 1905)